# Frank Nitti
Francesco Raffaele Nitto, känd som Frank Nitti, född 27 januari 1888 på Sicilien i Italien, död 19 mars 1943 i Chicago i Illinois, var en amerikansk gangster.

## Biografi
Som barn emigrerade Frank Nitti till New York, och kom till Chicago som tonåring, där han arbetade som barberare. Nitti kom i kontakt med Al Capone och blev senare dennes närmaste man. Frank Nitti anstiftade massakern på Alla hjärtans dag 1929, den så kallade Saint Valentine's Day massacre, som drabbade George "Bugs" Morans irländska maffia-falang, men det finns inga bevis för att han själv någonsin dödade.
När Al Capone fängslades för skattebrott blev Frank Nitti den högst ansvarige för den italienska Chicagomaffian. Han sköt sig i Chicago 1943.

## Eftermäle
Frank Nitti har gestaltats på film i bland annat De omutbara (1987), Road to Perdition (2002), I skuggan av Capone (1988) och av Sylvester Stallone i Capone. Rollfiguren i De omutbara bär dock bara hans namn och skall inte förväxlas med den verkliga människan.